# Res
Res je priimek več znanih Slovencev:
- Alojzij Res (1893—1936), književnik in literarni zgodovinar